# Walter Kienreich
Walter Martin Kienreich (* 3. Juli 1950 in Graz) ist ein österreichischer Fernsehregisseur, Dokumentarfilmer und Journalist. Er gründete 1977 die Wiener Stadtzeitung Falter.

## Leben
Nach einer Lehre als Bau- und Maschinenschlosser und der Matura im Werkschulheim Felbertal in Salzburg absolvierte Kienreich den Wehrdienst und studierte Theaterwissenschaften an der Universität Wien.
Studienaufenthalte in Hamburg und Berlin, aber auch die Ereignisse im Sommer 1976 rund um die dreimonatige Besetzung des Arena-Geländes im ehemaligen Schlachthof Sankt Marx in Wien inspirierten ihn zur Gründung der Stadtzeitung Falter. Die erste Ausgabe erschien im Mai 1977. Im November des Jahres überließ Kienreich, der als Eigentümer, Herausgeber und Verleger die finanzielle und inhaltliche Alleinverantwortung trug, den Falter schuldenfrei per Schenkungsvertrag dem Redaktionskollektiv, das ihm einen Teil seiner Investitionen in zehn Monatsraten à 5000.- Schilling rückerstattete. Durch den Verzicht auf weitere Forderungen wollte Kienreich das Überleben des Falter sichern.
1978 promovierte er zum Dr. phil. Ein Postgraduate-Stipendium ermöglichte ihm 1979/80 eine umfassende Fernseh-Ausbildung am Media Department des British Council in London. Erste TV-Dokumentation „Hidden Messages / City Marks“ 1980 über Londoner Graffiti.
Seit 1981 ist Kienreich ständiger freier Mitarbeiter des ORF. Er betreute als Redakteur und Regisseur zahlreiche Sendungen im Fernseh-Unterhaltungsbereich. 1995 bis 2002 war er Mitglied des internationalen Beirats des Fernsehfestivals Rose d’Or in Montreux. Als Redakteur des ORF-Gesellschaftsmagazins Seitenblicke gestaltete er seit 1988 rund 2500 Beiträge. Kienreich ist Autor und Gestalter zahlreicher Fernseh-Dokumentationen und Reisereportagen. Für die Dokumentation Der Wiener Stadttempel erhielt er gemeinsam mit Kameramann Harald Mittermüller einen UNDA-Preis.
Walter Kienreich ist verheiratet und lebt in Wien und Niederösterreich.

## Fernseh-Produktionen (Auswahl)
- ORF Universum: Die Grabräuber von Peru (Buch und Regie)
- SWF/ORF Schätze der Welt: Schloß und Garten von Schönbrunn (Buch und Regie)
- SWF/ORF Schätze der Welt: Die Altstadt von Salzburg (Buch und Regie)
- ORF Der Wiener Stadttempel (Buch und Regie)
- ORF Die Steine von Sankt Stephan (Buch und Regie)
- ORF Im Kopf belichtet: Der Fotograf Franz Hubmann (Buch und Regie)
- ORF/EIGENPRODUKTION Ohne Wurf kein Fall: Der Maler Robert Hammerstiel (Buch und Regie)
- ORF Auf Leben und Tod: Zeitbilder aus dem barocken Wien (Buch und Regie)
- ORF Die älteste Baustelle Österreichs: Unser Stephansdom (Buch und Regie)
- ORF Die Wienerin (Buch und Regie mit Hermann Sternath)
- ORF Die Winterreise – Das graphische Werk Robert Hammerstiels (Buch und Regie)
- ORF Die Dombauhütte zu St. Stephan (Buch und Regie)
- ORF/ARIOLA Steirermen – Ein Porträt der Stoakogler (Buch und Regie)
- ORF Die Kapuzinergruft: Ein Kulturdenkmal verfällt (Buch und Regie)
- ORF 40 Jahre Wiener Festwochen: Großstadtfestival zwischen Tradition und Moderne (Buch und Regie)
- ORF Mumien im Urwald (Buch und Regie)
- ORF Operetten und andere Wiener G’schichten (Buch) Regie: Hermann Sternath
- ORF Musikalische Reisebilder aus Österreich: St. Gilgen (Buchmitarbeit und Redaktion) Regie: Wolfgang Glück
- ORF Musikalische Reisebilder aus Österreich: Südburgenland (Redaktion und Buch (mit Arthur Lauber)) Regie: Otto Anton Eder
- ORF André Heller:FLIC FLAC I & II (Redaktion)
- ORF André Heller: Stimmen hören (Redaktion)
- ORF Friedrich Cerha: Keintate (Redaktion)
- ORF Diverse Shows mit Gerhard Bronner, Udo Jürgens, Heinz Holecek, Topsy Küppers, Eberhard Waechter u. a. (Redaktion)
- ORF 1986–1999 rund 300 Sketches mit Ossy Kolmann als Herr Straub im „Cafe Lotto“ (Sendeverantwortlicher und Regie (mit Gottfried Schwarz und Wolfgang Steuer))
- ORF 1986–2016 Lotto 6 aus 45 (Bildregie)
- ORF Seitenblicke seit 1988 rund 2500 Beiträge
- ORF zahlreiche Reiseberichte u. a. Mumbai, Bangalore, Ägypten, Türkei, Jordanien, Gardasee, Mauritius, Florenz, Schottland, Finnland, Venezuela, Sri Lanka.

## Publikationen
- Johann Franz Hieronymus Brockmann oder die Dimensionen der bürgerlichen Fantasie im deutschen und österreichischen Theater der 2. Hälfte des 18. Jahrhunderts. Ein theaterwissenschaftlicher Beitrag zur Kulturgeschichte der 2. Hälfte des 18. Jahrhunderts. Dissertation, Universität Wien 1976 http://data.onb.ac.at/rec/AC=4724598
- Die Versammlung oder alles geht nach Gunst. Ein unbekanntes Pamphlet aus der Frühzeit des Burgtheaters. Aus dem Manuskript veröffentlicht. In: Maske u.Kothurn 27. 1981, S. 135–146.
- Und dann tanzten sie. In: Ulrike Messer-Krol (Hrsg.), Karlheinz Roschitz: Der Wiener Opernball. Vom Mythos des Walzertanzens. Brandstätter, Wien 1995, ISBN 3-85447-639-6.
- Diverse Beiträge. In: Seitenblicke. Das Buch zum ORF-Fernseh-Hit, Hintergründe Highlights Hoppalas. Carl Ueberreuter, Korneuburg 1994, ISBN 3-901516-00-X.
- Bei von und zu. In: In bester Gesellschaft.Geschichten und Anekdoten aus 25 Jahren Seitenblicke.Herausgegeben von Georg Markus. Amalthea 2012, ISBN 978-3-85002-808-0.